# Amt Irsch-Beurig
Das Amt Irsch-Beurig war ein Verwaltungsbezirk (Amt) im Landkreis Saarburg im Regierungsbezirk Trier.
Nach dem Preußischen Gemeindelexikon von 1930 war der Landkreis in folgende Ämter eingeteilt:
Freudenburg, Irsch-Beurig, Orscholz, Perl, Saarburg-Land, Sinz-Nennig, Tawern und Zerf.
1931 war der Verwaltungssitz in Beurig und der Bürgermeister hieß Schu.
Die Amtsvertretung hatte 12 Sitze.
Von den 5792 Einwohnern waren 5704 katholisch, 59 evangelisch und 29 israelisch.
Die Gesamtfläche betrug 6908 Hektar (ha), davon bebaute Fläche 547 ha, Ackerland 1649 ha, Wald- und Wiesenfläche 4247 ha, Weinberge 465 ha.
Zugehörige Gemeinden waren (Stand 1931):
1. Gemeinde Beurig: Mischgemeinde
2. Gemeinde Irsch: Mischgemeinde
3. Gemeinde Ockfen: Mischgemeinde
4. Gemeinde Schoden: Mischgemeinde
5. Gemeinde Serrig: Mischgemeinde
6. Gemeinde Wiltingen: Mischgemeinde

## Geschichte
Das Amt Irsch-Beurig entstand 1927 aus der Bürgermeisterei Irsch, kam 1935 zum Amt Saarburg-Ost, 1968 zur Verbandsgemeinde Saarburg-Ost und 1970 zur Verbandsgemeinde Saarburg.